# Circunvalación de Castellón
La circunvalación de Castellón (en valenciano y oficialmente Ronda de circumval·lació) es la vía urbana que rodea la ciudad de Castellón.

## Historia

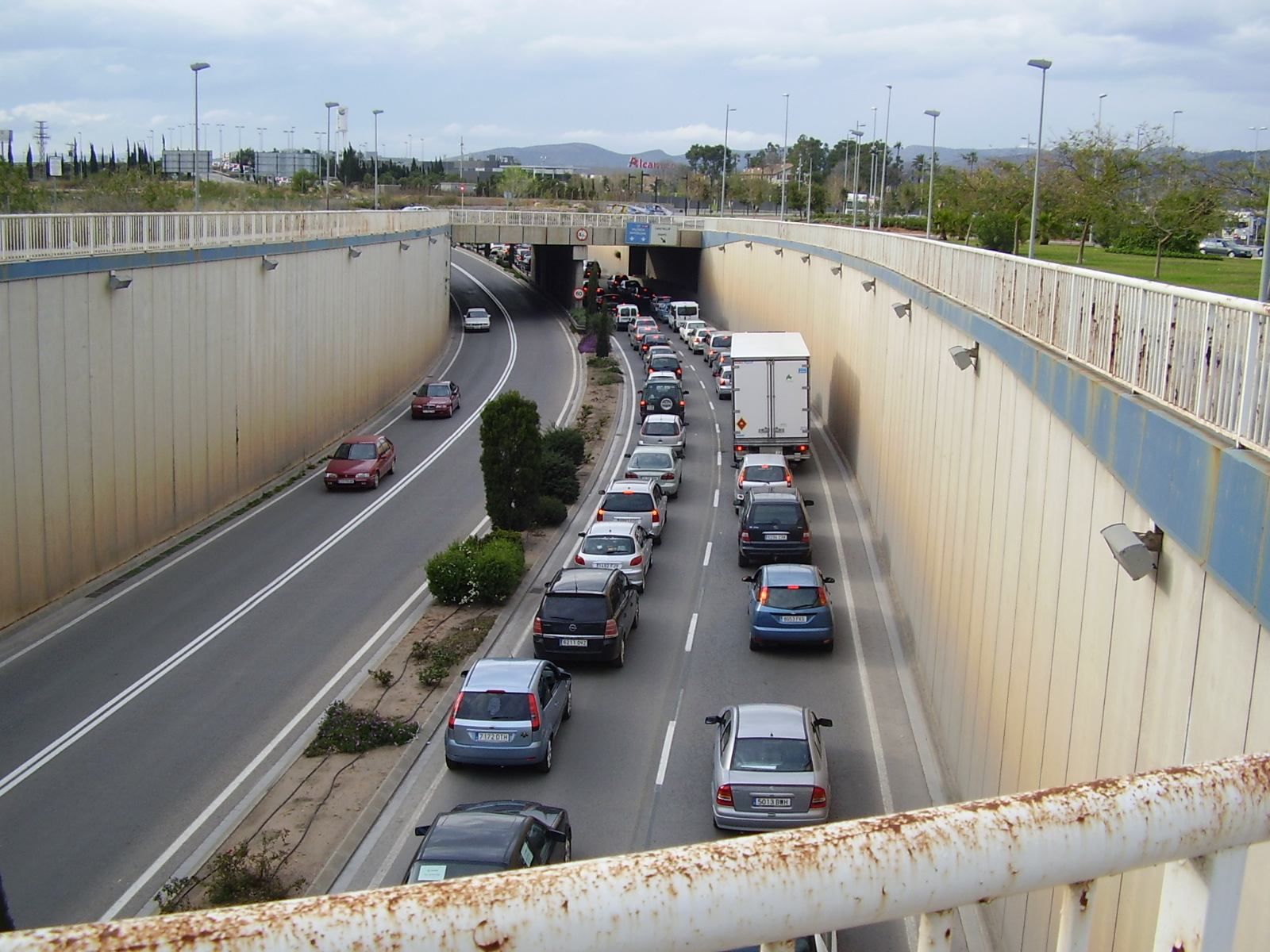
Retenciones en la ronda sur próxima a la glorieta de acceso al C.C. Salera

La actual Circunvalación de Castellón nace a partir de la N-231, carretera nacional que comunicaba la entonces N-340 (actual Avenida Enrique Gimeno) con la AP-7 al suroeste de la ciudad. Dicha vía tenía una prolongación hacia el este que la conectaba con la Avenida Valencia y Avenida Almazora, lo que formaba un pequeño tramo de ronda por el sur de Castellón.
Esta situación hizo que se proyectara la prolongación de la ronda por el este de la ciudad, conectándola con la Avenida del Mar, y así permitir que el tráfico que iba desde la N-340 hacia el Grao de Castellón, y viceversa (sobre todo camiones) no atravesara el centro urbano de la ciudad. Una vez finalizado el primer tramo de la ronda este, el siguiente paso era su finalización y prolongación hacia el norte.
En enero de 2003 se comenzó a llevar a cabo la construcción de dicha prolongación hacia el norte de la Circunvalación de Castellón, dirección Benicasim, hasta el encauzamiento del río Seco, cruzando la Avenida del Lidón, donde se construiría un paso subterráneo para que el tráfico de la ronda no interfiera en el paseo de la avenida. A comienzos de 2005 finalizaron los trbaajos y se abrió el primer tramo de la ronda norte de Castellón, entre la Avenida del Mar y el Río Seco, a falta de la conexión con la antigua N-340.

## Trazado actual
Aunque está formada por una única vía continua, la Circunvalación de Castellón se puede dividir en varios tramos, según su situación:

### Ronda sur
Es el tramo más antiguo de toda la circunvalación. Conecta la ronda este y la Avda. Almazora con la N-340, AP-7 y la CV-10 a través de la CV-17, enlazando con otras vías, como la Avda. Valencia y Avda. Enrique Gimeno (hacia Almazora y Villarreal).
El tramo más occidental, entre la Avda. E. Gimeno (antigua N-340) y la actual AP-7 se denominaba, hasta su traspaso al Ayuntamiento, N-231. Actualmente, todo la vía forma una misma, siendo la ronda sur de Castellón.
Tiene un total de 4,800 kilómetros, 3 glorietas, un paso subterráneo doble y uno elevado, además de una estación de servicio Cepsa.
A destacar, la inmensa glorieta de enlace a la N-340, AP-7 y CV-17, tiene un diámetro aproximado de 250 metros, que la convierten en la rotonda más grande de Europa

### Ronda este
Tramo más oriental de la circunvalación. Tiene aproximadamente 4,500 kilómetros y se traza desde la Avda. Virgen del Lidón y Ronda norte hasta la Avda. Almazora y la Ronda sur, enlazando con las otras vías importantes hacia el distrito marítimo del Grao como la Avda. del Mar y Avda. Hnos. Bou que también sirven de acceso al centro urbano de la ciudad.
Tiene un total de 5 glorietas, más 1 de enlace con la ronda sur, y una estación de servicio Repsol.
Este tramo de la circunvalación cuenta con un paseo peatonal en el lateral interno, denominado "Ruta de la Salud", que incluye carril bici, y una pista de arena por el lado externo de la vía.

### Ronda norte

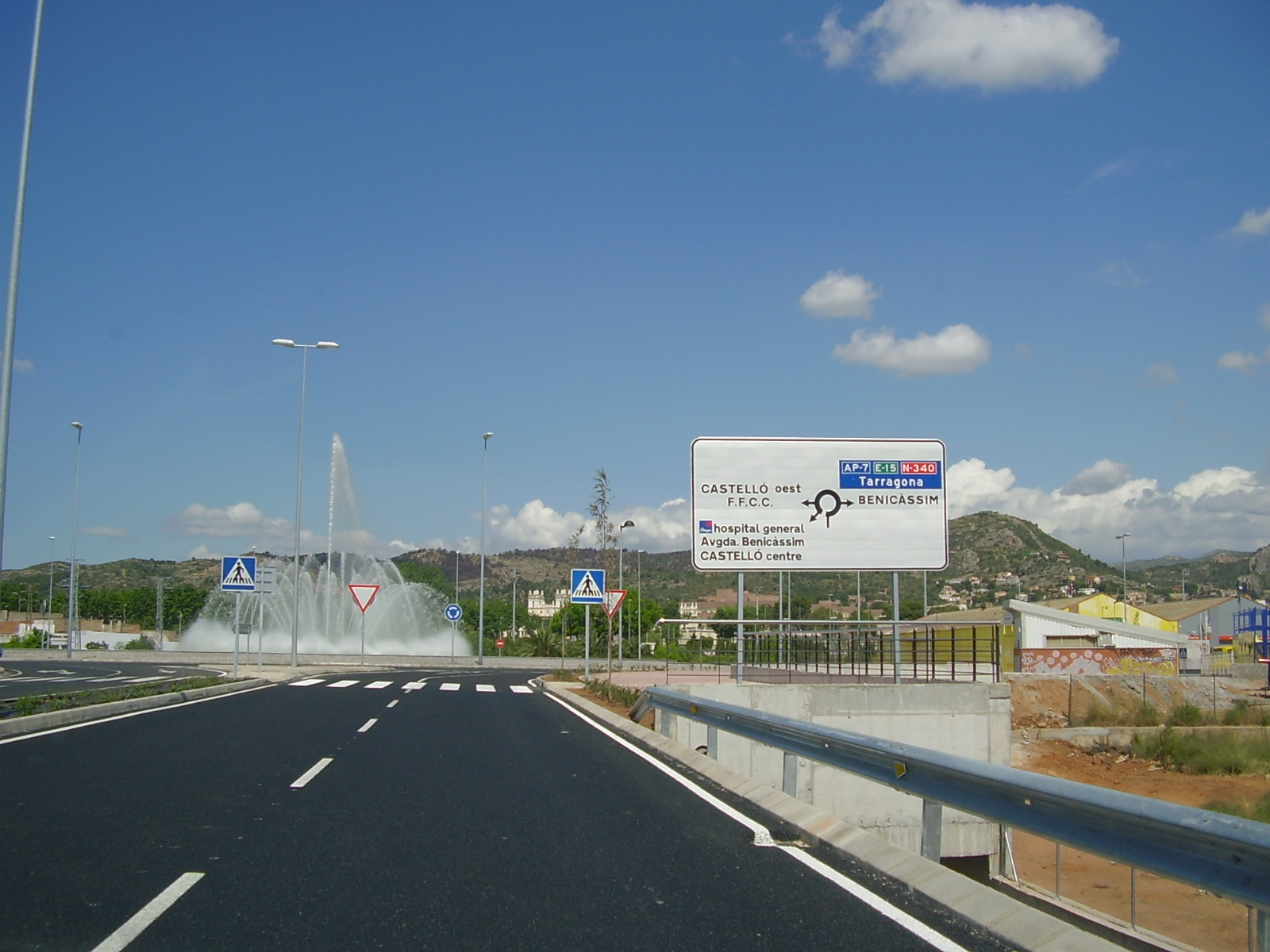
Fuente monumental en la glorieta de enlace entre la ronda norte y la antigua nacional

Es el último tramo de la circunvalación que se puso en funcionamiento en mayo de 2007, junto a la CV-149 Castellón - Benicasim.
Como su nombre indica, se ubica en la parte norte de la ciudad, enlazando la antigua N-340 (Avda. Castell Vell) a la altura del Hospital General, con la Ronda este y la Avda. Virgen del Lidón. Distribuye principalmente el tráfico proveniente de Benicasim a través de la CV-149, así como del que accede desde la N-340 y AP-7 por la Avda. Castell Vell.
Tiene una longitud de 2 kilómetros, 3 glorietas y un paso subterráneo de enlace con la Ronda este. A destacar la monumental fuente de 55 metros de diámetro ubicada en la glorieta de enlace con la antigua nacional, de 90 metros de diámetro, la segunda más grande de la ciudad.
La vía cuenta también con un paseo en la parte interna.

### Ronda oeste
Es el tramo restante para el cierre completo del anillo de circunvalación. El proyecto se divide en dos tramos, el primero entre la Avda. Castell Vell y la Ctra. de Borriol, que tiene 2,45 kilómetros, así como un tramo en trinchera para evitar los accesos al cuartel Tetuán XIV. Este primer tramo se abrió al tráfico el 22 de septiembre de 2011 tras un año de obras. 
El anillo de circunvalación, de la que forma parte la ronda Oeste, se configura como un vial perimetral del casco urbano de Castelló, de 14,8 kilómetros de longitud, de los que se encuentran construidos 12,45 kilómetros y están pendientes de ejecución 2,35 de la ronda Oeste, desde el enlace con la CV-151 y los accesos a la Universitat Jaume I (UJI), hasta la rotonda de acceso a la N-340, la AP-7 y la CV-17. El tramo permitirá completar el anillo de circunvalación y redistribuir el tráfico mejorando la movilidad, además de realizar el enlace con la CV-16 (carretera de l'Alcora) y completar los enlaces con la N-340, la AP-7 y la CV-17.

### Puntos clave
- Radar localizado: Salida del túnel del Auditorio (avda. del Lidón, enlace ronda este con ronda norte) sentido Benicasim (60 km/h).
- Radar localizado: Salida del túnel del Cuartel Tetuán XIV (ronda oeste) sentido Borriol (60 km/h).

## Recorrido
| Velocidad | Esquema | Esquema | Esquema                                                                                           | Notas                                                                    |
| --------- | --- | ------- | ------------------------------------------------------------------------------------------------- | ------------------------------------------------------------------------ |
|           | ronda oeste Futura prolongación |         |                                                                                                   |                                                                          |
|           | Universidad Jaime I ctra. de Borriol centro ciudad - estación FFCC-Bus                                                                   |         | ctra. de Borriol N-340 Valencia - Tarragona CV-151 CV-10 Borriol - Valencia                       |                                                                          |
| Genérica  | Comienzo de la Circunvalación de Castellón                                                                                               |         | Fin de la Circunvalación de Castellón                                                             |                                                                          |
|           | camino Mestrets |         | camino                                                                                            |                                                                          |
|           | grupo San Marcos cuadra Segunda |         | Cuartel Tetuán XIV cuadra Tercera urbanizaciones de montaña complejo socio-educativo Penyeta Roja |                                                                          |
|           | avda. Castell Vell estación FFCC-Bus avda. Benicasim Hospital General centro ciudad - estadio Castalia                                   |         | avda. Castell Vell AP-7 E-15 Valencia - Barcelona N-340 Benicasim - Tarragona                     |                                                                          |
|           | avda. Barcelona avda. Benicasim Hospital General centro ciudad - parque Ribalta                                                          |         | CV-149 Benicasim                                                                                  |                                                                          |
|           | bulevar Rio Seco Hospital Jaime I - estadio Castalia centro ciudad - estación FFCC-Bus                                                   |         | camino                                                                                            |                                                                          |
|           | calle Calderón de la Barca avda. Virgen del Lidón centro ciudad plaza Mª Agustina                                                        |         | avda. Virgen del Lidón Ermita del Lidón camino La Plana - Marjalería Grao - playas                |                                                                          |
|           | |         |                                                                                                   |                                                                          |
|           | calle Rafalafena centro ciudad plaza Mª Agustina - San Felix-Clavé                                                                       |         | camino Hondo centro comercial Carrefour Carrefour                                                 |                                                                          |
|           | avda. del Mar centro ciudad ronda centro                                                                                                 |         | avda. del Mar Grao - playas CS-22 puerto                                                          |                                                                          |
|           | avda. Hnos. Bou centro ciudad ronda centro - Juez Borrull                                                                                |         | avda. Hnos. Bou Grao - playas CS-22 puerto                                                        |                                                                          |
|           | avda. Chatellerault Palacio de la Fiesta - Comisaria de Policía País Valenciano                                                          |         | camino Caminás                                                                                    |                                                                          |
|           | calle Rio Esca calle Rio Sena |         | camino Villamargo                                                                                 |                                                                          |
|           | avda. Casalduch centro ciudad |         | avda. Casalduch CS-22 Grao - puerto CV-18 Almazora - Burriana                                     |                                                                          |
|           | avda. Valencia centro ciudad ronda centro                                                                                                |         | avda. Valencia CS-22 Grao - puerto Almazora                                                       |                                                                          |
|           | gran vía Tárrega Monteblanco Hospital Provincial                                                                                         |         | gran vía Tárrega Monteblanco grupo Lourdes                                                        |                                                                          |
|           | c/ Músico Pascual A. Hernández Pabellón Cdad. de castellón avda. Villarreal parque Ribalta - Hospital Provincial avda. Campo de Morvedre |         |                                                                                                   |                                                                          |
|           | |         | Posibles retenciones en sentido avda. Valencia                                                    |                                                                          |
|           | avda. Enrique Gimeno estación FFCC-Bus - Hospital Provincial centro comercial Salera C.C. Salera                                         |         | avda. Enrique Gimeno CS-22 Grao - puerto N-340a Almazora - Villarreal N-340 Valencia              |                                                                          |
|           | cuadra La Salera centro comercial Salera grupo San Lorenzo                                                                               |         | polígono Ciudad del Transporte cuadra Lairón polígono Autopista Sur CS-22                         | Rotonda modificada. No se puede realizar el giro completo a la glorieta. |
|           | cuadra Los Cubos grupo San Lorenzo Universidad Jaime I                                                                                   |         | cuadra Los Cubos polígono Ciudad del Transporte polígono Acceso Sur                               |                                                                          |
| Genérica  | Fin de la Circunvalación de Castellón |         | Comienzo de la Circunvalación de Castellón                                                        |                                                                          |
|           | N-340 Benicasim - Tarragona CV-16 Alcora                                                                                                 |         | N-340 Villarreal - Valencia CS-22 Grao - puerto AP-7 E-15 Valencia - Barcelona                    |                                                                          |
|           | CV-17 CV-10 Puebla Tornesa - Valencia CV-189 Ribesalbes                                                                                  |         |                                                                                                   |                                                                          |

## Tramos
| Denominación               | Tramo                                                     | Kilómetros | Año servicio/Estado 2019                                                    |
| -------------------------- | --------------------------------------------------------- | ---------- | --------------------------------------------------------------------------- |
| Ronda Sur (antigua N-231 ) | N-340 CV-17 enlace AP-7 - Av. E. Gimeno N-340a            | 3          | 1991                                                                        |
| Ronda Sur                  | Av. E. Gimeno N-340a - Av. Almazora                       | 1,8        | 1991                                                                        |
| Ronda Este                 | Av. Almazora - Av. del Mar                                | 3,1        | 2000                                                                        |
| Ronda Norte                | Av. del Mar - Av. de Lidón                                | 1,4        | 2005                                                                        |
| Ronda Norte                | Av. Virgen del Lidón - Av. Castell Vell N-340a            | 2          | 2007                                                                        |
| Ronda Oeste                | Av. Castell Vell N-340a - Crta. Borriol CV-1520           | 2,45       | 2011                                                                        |
| Ronda Oeste                | Crta. Borriol CV-1520 - N-340 CV-17 enlace AP-7 Ronda sur | 2,35       | Proyecto terminado (Licitación de obras desde 2022, pendiente de ejecución) |